# Куцевалов, Тимофей Фёдорович
Тимофей Фёдорович Куцевалов (21 января 1904 года — 6 января 1975 года) — советский военачальник, генерал-лейтенант авиации (1941), Герой Советского Союза (1939).

## Биография
Родился в 1904 году на хуторе Ивановка Екатеринославской губернии (ныне — Верхнеднепровский район, Днепропетровская область), отец — конюх, мать — Лукерья Демьяновна — домохозяйка. В семье было пятеро детей: Юлия, Филипп, Лев, Тимофей и Александр. В 1907 году отец был убит лошадьми, в 1908 году семья переехала в посёлок Орловский Акмолинской области. Т. Ф. Куцевалов батрачил, был пастухом, одновременно, в 1914—1918 годах учился в сельской школе.
В 1918 году уехал в Омск, в 1918—1920 годах работал рассыльным в депо ст. Омск, затем чернорабочим на мукомольной мельнице на ст. Куломзино. В 1921 году переехал в Грозный, работал на нефтяных промыслах, затем подручным слесаря на конном дворе, окончил школу ФЗУ и стал работать слесарем. В 1925 году вступил в ВКП(б).

### Начало службы
В феврале 1926 года вступил в РККА, в 1927 году окончил Ленинградскую военно-техническую школу ВВС, в 1928 году — Качинскую авиационную школу, служил в ВВС младшим лётчиком, старшим лётчиком, с 1931 года — командир звена, затем авиаотряда в 54-й эскадрильи 11-й авиационной бригады ВВС Московского военного округа (Воронеж). В 1933 году назначен командиром 185-го отдельного авиаотряда, с 1936 года — командир 21-й истребительной эскадрильи, с августа 1937 года — вр. и.д. командира 101-й авиабригады, с октября 1937 года — командир 73-й авиабригады, с 1938 года — командир 22 истребительного полка, с апреля 1939 года — командир 23-й смешанной авиационной бригады (Забайкальский военный округ (ЗабВО)).

### Халхин-Гол
С началом боёв на реке Халхин-Гол, 21 мая 1939 года 23-я смешанная авиабригада во главе с майором Т. Ф. Куцеваловым была переброшена в Монголию, с 27 мая 1939 года принимала участие в боях. В июле 1939 года был назначен командиром 56-го истребительного полка, лично совершал боевые вылеты на истребителе И-16.
7 сентября 1939 года Т. Ф. Куцевалов (уже полковник) назначается командующим ВВС 1-й армейской группы, при этом продолжал лично участвовать в боях. Бои в воздухе продолжались до 15 сентября 1939 года. Всего совершил 54 боевых вылета, провел 19 воздушных боев, 17 штурмовок, сбил 4 самолета лично и 5 в группе.
За бои на Халхин-Голе 17 ноября 1939 года Т. Ф. Куцевалову было присвоено звание Героя Советского Союза с вручением ордена Ленина и медали «Золотая Звезда» № 178.
Военно-воздушными силами 1-й армейской группы продолжал командовать до июля 1940 года, затем был назначен командующим ВВС ЗабВО. Выступал на совещании высшего руководящего состава РККА 23-31 декабря 1940 года. С июня 1941 года — командующий ВВС Ленинградского военного округа.

### Великая Отечественная война
После начала Великой Отечественной войны, 1 июля 1941 года назначен командующим ВВС Северо-Западного фронта. Руководил авиацией фронта в Прибалтийской, Ленинградской и Тихвинской оборонительных операциях, в Демянских операциях 1942 года, в Торопецко-Холмской наступательной операции.
5 мая 1942 года ВВС Западного фронта были преобразованы в 1-ю воздушную армию, командующим этой новой воздушной армией был назначен Т. Ф. Куцевалов. Армией он командовал до 18 июня 1942 года, затем — в распоряжении командующего ВВС. С июля 1942 года — командующий ВВС Забайкальского фронта, в августе 1942 года они были преобразованы в 12-ю воздушную армию, Т. Ф. Куцевалов командовал армией с 27 июля 1942 года до 25 июня 1945 года. Армия прикрывала границу СССР на Дальнем Востоке, занималась подготовкой и отправкой на фронт лётных кадров и боевой техники.

### После войны

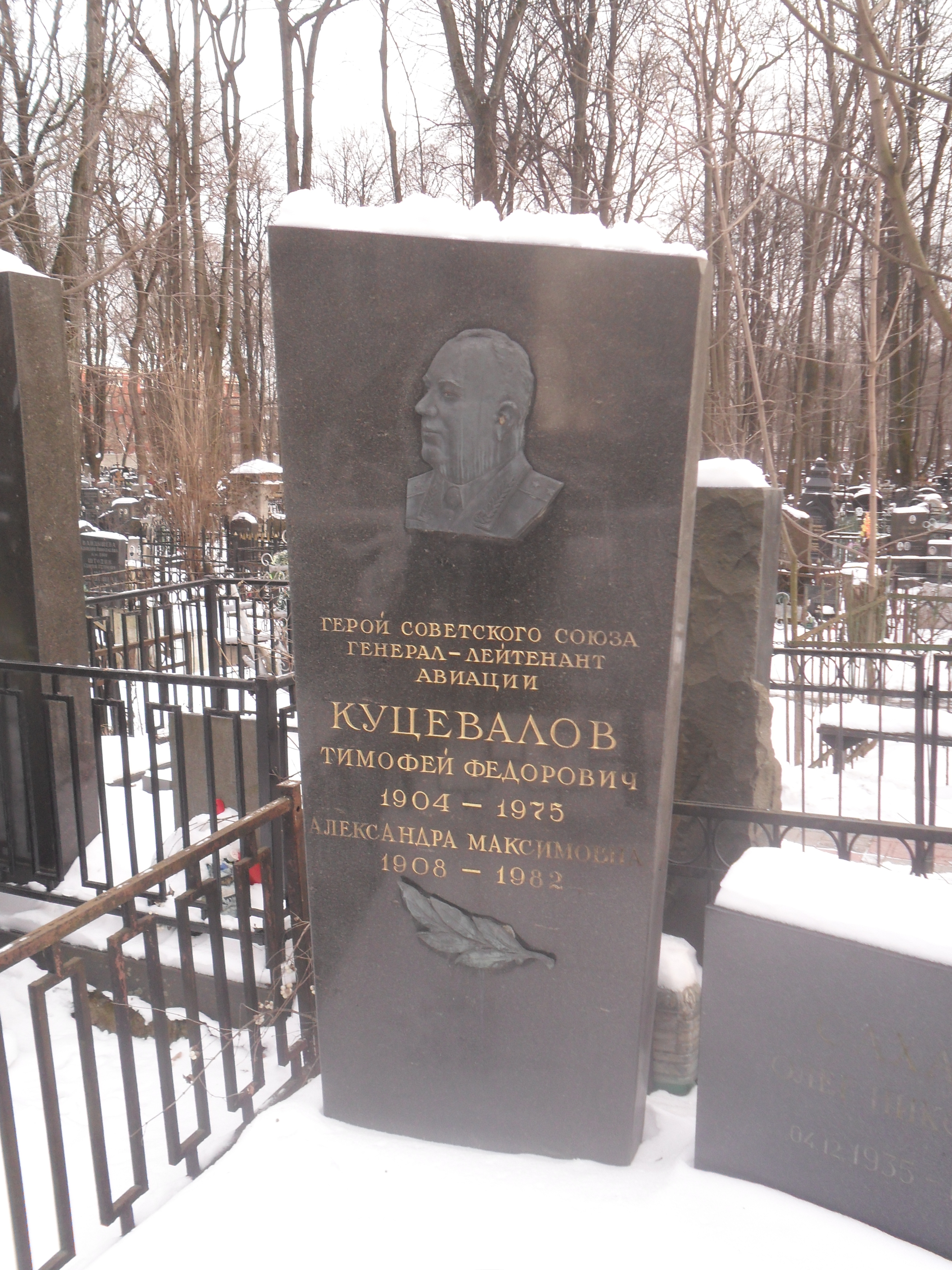
Могила Куцевалова на Введенском кладбище Москвы.

В июне 1945 года назначен начальником отдела ВВС Советской военной администрации в Германии, с 1947 года — начальник Высших офицерских лётно-тактических курсов (Таганрог), с 1951 года — слушатель Высших академических курсов при Высшей военной академии, после их окончания, с декабря 1952 года — командующий ВВС Уральского военного округа, с 1955 года — заместитель председателя ЦК ДОСААФ по авиации. В сентябре 1959 года вышел в отставку.
Умер в Москве 6 января 1975 года, похоронен на Введенском кладбище (29 уч.).

## Звания
- Комбриг — 26.04.1940;
- генерал-майор авиации — 04.06.1940;
- генерал-лейтенант авиации — 29.10.1941.

## Награды
СССР:
- Медаль «Золотая Звезда» Героя Советского Союза № 178 — (17.11.1939)[1]
- Орден Ленина (17.11.1939)[1]
- Орден Ленина (17.05.1951)[1]
- Орден Красного Знамени (29.08.1939)[1]
- Орден Красного Знамени (06.05.1945)[1]
- Орден Красного Знамени (18.08.1945)[1]
- Орден Красного Знамени (30.12.1956)[1]
- Орден Отечественной Войны 1-й степени  (19.08.1944)[1]
- Орден Красной Звезды  (03.11.1944)[1]
- Медаль За победу над Германией в Великой Отечественной войне 1941—1945 гг. (09.05.1945)[1]
- Знак «Участнику боёв у Халхин-Гола»

Монголия:
- орден Сухэ-Батора — 1956;
- два ордена Красного Знамени — 10.08.1939, ?.

## Сочинения
- Описание боевых действий ВВС 1-й армейской группы в период конфликта на реке Халхин-Гол.
- Текст выступления на совещании высшего руководящего состава РККА 23-31 декабря 1940 года.

## Документы
- Наградной лист на Орден Отечественной войны 1-й степени, ОДКБ «Подвиг Народа».